# Mate Pavić
Ne pas confondre avec le joueur de tennis croate Ante Pavić.
Mate Pavić, né le 4 juillet 1993 à Split, est un joueur de tennis croate, professionnel depuis 2011.
Il est principalement connu pour ses performances en double, où il a remporté 42 tournois dont les quatre tournois du Grand Chelem : l'Open d'Australie 2018, l'US Open 2020, le tournoi de Wimbledon 2021 et Roland-Garros 2024.
Il a également remporté la médaille d'or olympique avec Nikola Mektić. Il a donc réalisé un « Grand Chelem doré en carrière ».
Il a atteint la finale à Wimbledon en 2017 et Roland-Garros en 2018, année où il est devenu numéro 1 mondial dans cette discipline. 
Il compte aussi à son palmarès trois tournois du Grand Chelem en double mixte et la Coupe Davis en 2018.

## Carrière
Vainqueur en 2011 du tournoi de Wimbledon junior en double avec le Britannique George Morgan, Mate Pavić a atteint une cinquième place au classement ITF. En 2012, il est finaliste du tournoi de Zagreb avec Ivan Dodig, puis passe deux tours dans des tournois ATP à Bois-le-Duc contre Robin Haase puis à Umag face à Juan Carlos Ferrero qui jouait l'avant dernier match de sa carrière. En fin d'année, il remporte le tournoi Challenger de Toyota avec Philipp Oswald et son premier tournoi en simple en Indonésie contre Brydan Klein.
En 2013, il s'illustre sur le circuit Challenger avec son compatriote Marin Draganja puisqu'ils remportent six tournois (Guadalajara, Portorož, Eskişehir, Trnava, Séoul et Yeongwol). En simple, il réalise sa meilleure performance à Johannesbourg en atteignant une demi-finale. Au début de 2014, il atteint la finale de l'Open de Chennai avec Draganja puis accède au troisième tour à Roland-Garros et à Wimbledon avec le Brésilien André Sá. En simple, il se qualifie pour le tournoi de Halle et de Bois-le-Duc où il passe un tour.
Depuis avril 2015, il fait équipe avec le Néo-Zélandais Michael Venus. Les deux hommes remportent dans un premier temps les Challenger de Raanana et de Mersin, puis leur premier tournoi ATP à Nice contre Rojer et Tecău. Ils disputent également deux autres finales à Bogota et Stockholm. En 2016, il décide de se spécialiser dans les épreuves de double, devenant ainsi à 22 ans le plus jeune joueur de double sur le circuit. Il commence la saison en s'adjugeant trois nouveaux tournois à Auckland, Montpellier et Marseille. Au mois de mars, il dispute quatre finales au Mexique avec Santiago González et remporte la dernière à León. Mi-juin, il intègre le top 40 de la discipline grâce à un nouveau succès à Bois-le-Duc. Il remporte au mois d'août l'épreuve du double mixte de l'US Open aux côtés de l'Allemande Laura Siegemund.
En 2017, associé à l'Autrichien Oliver Marach, il joue deux finales sur gazon à Stuttgart et Antalya, puis se qualifie pour la finale du tournoi de Wimbledon en disposant en demi-finale de la paire Nikola Mektić/Franko Škugor au terme d'un duel très accroché (4-6, 7-5, 7-64, 3-6, 17-15). Il s'incline contre Łukasz Kubot et Marcelo Melo sur le score de 5-7, 7-5, 7-62, 3-6, 13-11. En juillet, il s'impose à Hambourg avec Ivan Dodig.
Toujours associé avec Marach, il commence sa saison 2018 par deux succès consécutifs à Doha puis Auckland. Il enchaîne par l'Open d'Australie où il parvient à se qualifier non sans mal pour la finale. Il bat la paire colombienne composée de Juan Sebastián Cabal et Robert Farah (6-4, 6-4) pour s'offrir son premier tournoi du Grand Chelem. Il signe un doublé puisqu'il s'impose également en double mixte avec la Canadienne Gabriela Dabrowski. Demi-finaliste à Indian Wells puis finaliste à Monte-Carlo, il atteint au 21 mai la 1re place au classement ATP en double, devenant le plus jeune joueur à obtenir ce classement depuis 1996. Lors des Internationaux de France, il échoue en finale face à la paire française Herbert et Mahut (6-2, 7-64). Il dispute également la finale du double mixte, toujours avec Dabrowski. Après quelques contre-performances sur gazon et sur dur, il renoue avec le succès en s'imposant à Chengdu en septembre avec Ivan Dodig. Qualifiés dès le mois de juillet pour le Masters, la paire Marach/Pavić est éliminée dès les phases de poules avec une victoire pour deux défaites.
En septembre 2018, il est convoqué par Željko Krajan pour participer à la demi-finale de la Coupe Davis contre les États-Unis après trois années sans jouer la compétition en raison d'un différend avec le capitaine. Malgré une défaite en cinq sets avec Dodig face à la paire Mike Bryan/Ryan Harrison (7-5, 7-66, 1-6, 6-75, 7-65), l'équipe est reconduite pour la finale fin novembre contre la France. Il s'inclinent cette fois en quatre manches contre Herbert et Mahut (6-4, 6-4, 3-6, 7-63) mais la Croatie remporte la compétition lors du 4e match.
Connaissant de moins bons résultats avec Oliver Marach en 2019 avec seulement un titre à Genève et chutant au classement, il s'associe au Brésilien Bruno Soares après le tournoi de Roland-Garros. Il s'impose pour la première fois en catégorie Masters 1000 à Shanghai début octobre.
En 2020, il remporte son second titre du Grand Chelem en gagnant le titre en double avec Bruno Soares à l'US Open.
En 2021, il gagne 9 titres avec Nikola Mektić dont les Masters 1000 de Miami (à la suite de cette victoire, il redevient numéro 1 mondial en double), de Monte-Carlo et de Rome. Testé positif au coronavirus avec son binôme, il est contraint de se retirer des Internationaux de France de tennis 2021. Après un quart de finale au tournoi du Queen's, le binôme remporte le titre au tournoi d'Eastbourne puis s'impose au tournoi de Wimbledon. Ils remportent ensuite la médaille d'or olympique aux Jeux de Tokyo.
En 2022, toujours en compagnie de son compatriote, il remporte 5 titres supplémentaires dont le Master 1000 de Rome. Il remporte un autre titre avec comme binôme le Polonais Hubert Hurkacz à l'ATP 250 de Stuttgart. Associé une nouvelle fois à Nikola Mektić, il atteint la finale à Wimbledon et celle du Masters.
En 2023, il remporte 3 titres supplémentaires avec son binôme avant de mettre fin à leur collaboration après Wimbledon. Il y remporte un nouveau titre en double mixte, associé à Lyudmyla Kichenok.
En 2024, avec Marcelo Arévalo, il gagne 4 titres dont Roland-Garros. Cette victoire lui permet de réaliser le Grand Chelem en carrière. Il termine la saison à la première place mondiale après sa finale au Masters.
En 2025,le binôme réalise le « Sunshine Double » en reportant les Master 1000 d’ Indian Wells et Miami .
Ils gagnent également le Master 1000 de Rome.

## Palmarès

### En double messieurs
| 42 titres en double | 4 G. Chelem | 4 G. Chelem | 4 G. Chelem | 4 G. Chelem | 0 Masters  | 0 Masters  | 0 Masters   | 0 Masters   | 9 Masters 1000 | 9 Masters 1000 | 9 Masters 1000 | 9 Masters 1000 | 4 ATP 500           | 4 ATP 500           | 4 ATP 500           | 4 ATP 500           | 24 ATP 250          | 24 ATP 250          | 24 ATP 250     | 24 ATP 250     | 1 JO           | 1 JO           | 1 JO           | 1 JO           |
| 42 titres en double | 22 sur dur  | 22 sur dur  | 22 sur dur  | 22 sur dur  | 22 sur dur | 22 sur dur | 8 sur gazon | 8 sur gazon | 8 sur gazon    | 8 sur gazon    | 8 sur gazon    | 8 sur gazon    | 12 sur terre battue | 12 sur terre battue | 12 sur terre battue | 12 sur terre battue | 12 sur terre battue | 12 sur terre battue | 0 sur moquette | 0 sur moquette | 0 sur moquette | 0 sur moquette | 0 sur moquette | 0 sur moquette |

## Parcours dans les tournois duGrand Chelem

### En double messieurs
| Année | Open d'Australie                                                                      | Open d'Australie                                                                    | Internationaux de France                                                                  | Internationaux de France                                                                  | Wimbledon                                                                                 | Wimbledon                                                                        | US Open                      | US Open |
| ----- | ------------------------------------------------------------------------------------- | ----------------------------------------------------------------------------------- | ----------------------------------------------------------------------------------------- | ----------------------------------------------------------------------------------------- | ----------------------------------------------------------------------------------------- | -------------------------------------------------------------------------------- | ---------------------------- | ------- |
| 2014  | 2e tour (1/16) M. Draganja \|\| style="text-align:left;" \| D. Nestor N. Zimonjić     | 1/8 de finale André Sá \|\| style="text-align:left;" \| M. Granollers Marc López    | 1/8 de finale André Sá \|\| style="text-align:left;" \| V. Pospisil Jack Sock             | 2e tour (1/16) André Sá \|\| style="text-align:left;" \| D. Marrero F. Verdasco           |                                                                                           |                                                                                  |                              |         |
| 2015  | 1er tour (1/32) André Sá \|\| style="text-align:left;" \| J. S. Cabal Robert Farah    | 1er tour (1/32) M. Venus \|\| style="text-align:left;" \| P. Andújar O. Marach      | 1/8 de finale M. Venus \|\| style="text-align:left;" \| Bob Bryan Mike Bryan              | 2e tour (1/16) M. Venus \|\| style="text-align:left;" \| P.-H. Herbert Nicolas Mahut      |                                                                                           |                                                                                  |                              |         |
| 2016  | 1er tour (1/32) M. Venus \|\| style="text-align:left;" \| A. Krajicek D. Young        | 1er tour (1/32) M. Venus \|\| style="text-align:left;" \| Eric Butorac Scott Lipsky | 1/8 de finale M. Venus \|\| style="text-align:left;" \| Jamie Murray Bruno Soares         | 2e tour (1/16) M. Venus \|\| style="text-align:left;" \| J.-J. Rojer Horia Tecău          |                                                                                           |                                                                                  |                              |         |
| 2017  | 1er tour (1/32) A. Peya \|\| style="text-align:left;" \| J. Melzer A.-U.-H. Qureshi   | 2e tour (1/16) O. Marach \|\| style="text-align:left;" \| Purav Raja Divij Sharan   | Finale O. Marach                                                                          | Łukasz Kubot Marcelo Melo                                                                 | 1/8 de finale O. Marach \|\| style="text-align:left;" \| Bob Bryan Mike Bryan             |                                                                                  |                              |         |
| 2018  | Victoire O. Marach                                                                    | J. S. Cabal Robert Farah                                                            | Finale O. Marach                                                                          | P.-H. Herbert Nicolas Mahut                                                               | 1er tour (1/32) O. Marach \|\| style="text-align:left;" \| F. Delbonis M. Á. Reyes-Varela | 1er tour (1/32) O. Marach \|\| style="text-align:left;" \| L. Mayer João Sousa   |                              |         |
| 2019  | 2e tour (1/16) O. Marach \|\| style="text-align:left;" \| M. González Nicolás Jarry   | 1/8 de finale O. Marach \|\| style="text-align:left;" \| K. Krawietz Andreas Mies   | 2e tour (1/16) Bruno Soares \|\| style="text-align:left;" \| S. González A.-U.-H. Qureshi | 2e tour (1/16) Bruno Soares \|\| style="text-align:left;" \| Marcelo Arévalo Jonny O'Mara |                                                                                           |                                                                                  |                              |         |
| 2020  | 1/8 de finale Bruno Soares \|\| style="text-align:left;" \| J. Duckworth Marc Polmans | Finale Bruno Soares                                                                 | K. Krawietz Andreas Mies                                                                  | Annulé                                                                                    | Annulé                                                                                    | Victoire Bruno Soares                                                            | Wesley Koolhof Nikola Mektić |         |
| 2021  | 1/2 finale N. Mektić \|\| style="text-align:left;" \| Ivan Dodig Filip Polášek        | —                                                                                   | —                                                                                         | Victoire N. Mektić                                                                        | M. Granollers H. Zeballos                                                                 | 1er tour (1/32) N. Mektić \|\| style="text-align:left;" \| N. Lammons J. Withrow |                              |         |
| 2022  | 2e tour (1/16) N. Mektić \|\| style="text-align:left;" \| T. Kokkinakis N. Kyrgios    | 1/8 de finale N. Mektić \|\| style="text-align:left;" \| R. Bopanna M. Middelkoop   | Finale N. Mektić                                                                          | M. Ebden M. Purcell                                                                       | 1/4 de finale N. Mektić \|\| style="text-align:left;" \| M. Arévalo J.-J. Rojer           |                                                                                  |                              |         |
| 2023  | 2e tour (1/16) N. Mektić \|\| style="text-align:left;" \| A. Bolt L. Saville          | 1er tour (1/32) N. Mektić \|\| style="text-align:left;" \| S. Gillé J. Vliegen      | 1/8 de finale N. Mektić \|\| style="text-align:left;" \| A. Behar A. Pavlásek             | 2e tour (1/16) M. Middelkoop \|\| style="text-align:left;" \| V. Kirkov D. Kudla          |                                                                                           |                                                                                  |                              |         |
| 2024  | 1/8 de finale M. Arévalo \|\| style="text-align:left;" \| K. Krawietz Tim Pütz        | Victoire M. Arévalo                                                                 | S. Bolelli A. Vavassori                                                                   | 1/4 de finale M. Arévalo \|\| style="text-align:left;" \| H. Heliövaara H. Patten         | 1/2 finale M. Arévalo \|\| style="text-align:left;" \| K. Krawietz Tim Pütz               |                                                                                  |                              |         |
| 2025  | 1/4 de finale M. Arévalo \|\| style="text-align:left;" \| A. Göransson S. Verbeek     | 1/8 de finale M. Arévalo \|\| style="text-align:left;" \| H. Nys É. Roger-Vasselin  | 1/2 finale M. Arévalo \|\| style="text-align:left;" \| R. Hijikata David Pel              |                                                                                           |                                                                                           |                                                                                  |                              |         |

N.B. : le nom du partenaire se trouve sous le résultat ; le nom des ultimes adversaires se trouve à droite.

### En double mixte
| Année | Open d'Australie                                                                      | Open d'Australie                                                                     | Internationaux de France                                                                       | Internationaux de France                                                              | Wimbledon                                                                             | Wimbledon                                                                         | US Open | US Open |
| ----- | ------------------------------------------------------------------------------------- | ------------------------------------------------------------------------------------ | ---------------------------------------------------------------------------------------------- | ------------------------------------------------------------------------------------- | ------------------------------------------------------------------------------------- | --------------------------------------------------------------------------------- | ------- | ------- |
| 2014  | —                                                                                     | —                                                                                    | —                                                                                              | —                                                                                     | 2e tour (1/16) B. Jovanovski \|\| style="text-align:left;" \| S. Mirza H. Tecău       | —                                                                                 | —       |         |
|       |                                                                                       |                                                                                      |                                                                                                |                                                                                       |                                                                                       |                                                                                   |         |         |
| 2016  | —                                                                                     | —                                                                                    | 1er tour (1/16) A. Parra Santonja \|\| style="text-align:left;" \| K. Mladenovic P.-H. Herbert | 1er tour (1/32) D. Jurak \|\| style="text-align:left;" \| M. Duque Mariño J. S. Cabal | Victoire L. Siegemund                                                                 | C. Vandeweghe R. Ram                                                              |         |         |
| 2017  | 1er tour (1/16) L. Siegemund \|\| style="text-align:left;" \| Sania Mirza I. Dodig    | 1er tour (1/16) D. Jurak \|\| style="text-align:left;" \| S. Mirza I. Dodig          | 1/4 de finale L. Kichenok \|\| style="text-align:left;" \| M. J. Martínez M. Demoliner         | 1er tour (1/16) A. Klepač \|\| style="text-align:left;" \| A. Rosolska S. González    |                                                                                       |                                                                                   |         |         |
| 2018  | Victoire G. Dabrowski                                                                 | T. Babos R. Bopanna                                                                  | Finale G. Dabrowski                                                                            | L. Chan I. Dodig                                                                      | 1/8 de finale G. Dabrowski \|\| style="text-align:left;" \| H. Dart J. Clarke         | 1/8 de finale G. Dabrowski \|\| style="text-align:left;" \| C. McHale C. Harrison |         |         |
| 2019  | 1/4 de finale G. Dabrowski \|\| style="text-align:left;" \| M. J. Martínez N. Skupski | Finale G. Dabrowski                                                                  | L. Chan I. Dodig                                                                               | 3e tour (1/8) G. Dabrowski \|\| style="text-align:left;" \| L. Siegemund A. Sitak     | 1/4 de finale G. Dabrowski \|\| style="text-align:left;" \| B. Mattek-Sands J. Murray |                                                                                   |         |         |
|       |                                                                                       |                                                                                      |                                                                                                |                                                                                       |                                                                                       |                                                                                   |         |         |
| 2021  | 1/4 de finale G. Dabrowski \|\| style="text-align:left;" \| B. Krejčíková R. Ram      | —                                                                                    | —                                                                                              | 1/4 de finale G. Dabrowski \|\| style="text-align:left;" \| K. Peschke K. Krawietz    | —                                                                                     | —                                                                                 |         |         |
| 2022  | 1er tour (1/16) N. Stojanović \|\| style="text-align:left;" \| J. Fourlis J. Kubler   | 1er tour (1/16) B. Pera \|\| style="text-align:left;" \| L. Kichenok R. Matos        | 1/2 finale S. Mirza \|\| style="text-align:left;" \| D. Krawczyk N. Skupski                    | 1/2 finale Zhang S. \|\| style="text-align:left;" \| K. Flipkens É. Roger-Vasselin    |                                                                                       |                                                                                   |         |         |
| 2023  | 1/8 de finale B. Mattek-Sands \|\| style="text-align:left;" \| L. Stefani R. Matos    | 1/8 de finale B. Mattek-Sands \|\| style="text-align:left;" \| B. Andreescu M. Venus | Victoire L. Kichenok                                                                           | Xu Yifan J. Vliegen                                                                   | 1/2 finale E. Shibahara \|\| style="text-align:left;" \| A. Danilina H. Heliövaara    |                                                                                   |         |         |
| 2024  | 1er tour (1/16) L. Kichenok \|\| style="text-align:left;" \| S. Hunter M. Ebden       | 1/8 de finale L. Kichenok \|\| Forfait                                               | 1/8 de finale L. Kichenok \|\| Forfait                                                         | —                                                                                     | —                                                                                     |                                                                                   |         |         |
| 2025  | 1er tour (1/16) N. Stojanović \|\| style="text-align:left;" \| E. Perez K. Krawietz   | 1/4 de finale L. Kichenok \|\| style="text-align:left;" \| D. Krawczyk N. Skupski    | 1/2 finale T. Babos \|\| style="text-align:left;" \| K. Siniaková S. Verbeek                   | —                                                                                     | —                                                                                     |                                                                                   |         |         |

N.B. : le nom de la partenaire se trouve sous le résultat ; le nom des ultimes adversaires se trouve à droite.

## Participation auMasters

### En double
| Année | Ville   | Surface    | Partenaire      | Résultats | Résultat final                 |
| ----- | ------- | ---------- | --------------- | --------- | ------------------------------ |
| 2017  | Londres | Dur (int.) | Oliver Marach   | 1 v, 0 d  | Éliminé en poules (remplaçant) |
| 2018  | Londres | Dur (int.) | Oliver Marach   | 1 v, 2 d  | Éliminé en poules              |
| 2020  | Londres | Dur (int.) | Bruno Soares    | 2 v, 1 d  | Éliminé en poules              |
| 2021  | Turin   | Dur (int.) | Nikola Mektić   | 2v, 2d    | Demi-finaliste                 |
| 2022  | Turin   | Dur (int.) | Nikola Mektić   | 4v, 1d    | Finaliste                      |
| 2024  | Turin   | Dur (int.) | Marcelo Arévalo | 3v, 2d    | Finaliste                      |

## Classements ATP en fin de saison
| Année          | 2009 | 2010 | 2011 | 2012 | 2013 | 2014 | 2015 | 2016 | 2017 | 2018 | 2019 | 2020 | 2021 | 2022 | 2023 | 2024 |
| Rang en simple | 1508 | 1421 | 884  | 417  | 370  | 408  | 638  | 1191 | 938  | –    | –    | –    | –    | –    | –    | –    |
| Rang en double | –    | –    | 389  | 145  | 69   | 56   | 54   | 29   | 17   | 4    | 18   | 4    | 1    | 5    | 32   | 1    |

Source : (en) Classements de Mate Pavić sur le site officiel de la Fédération internationale de tennis